# Kit Harington

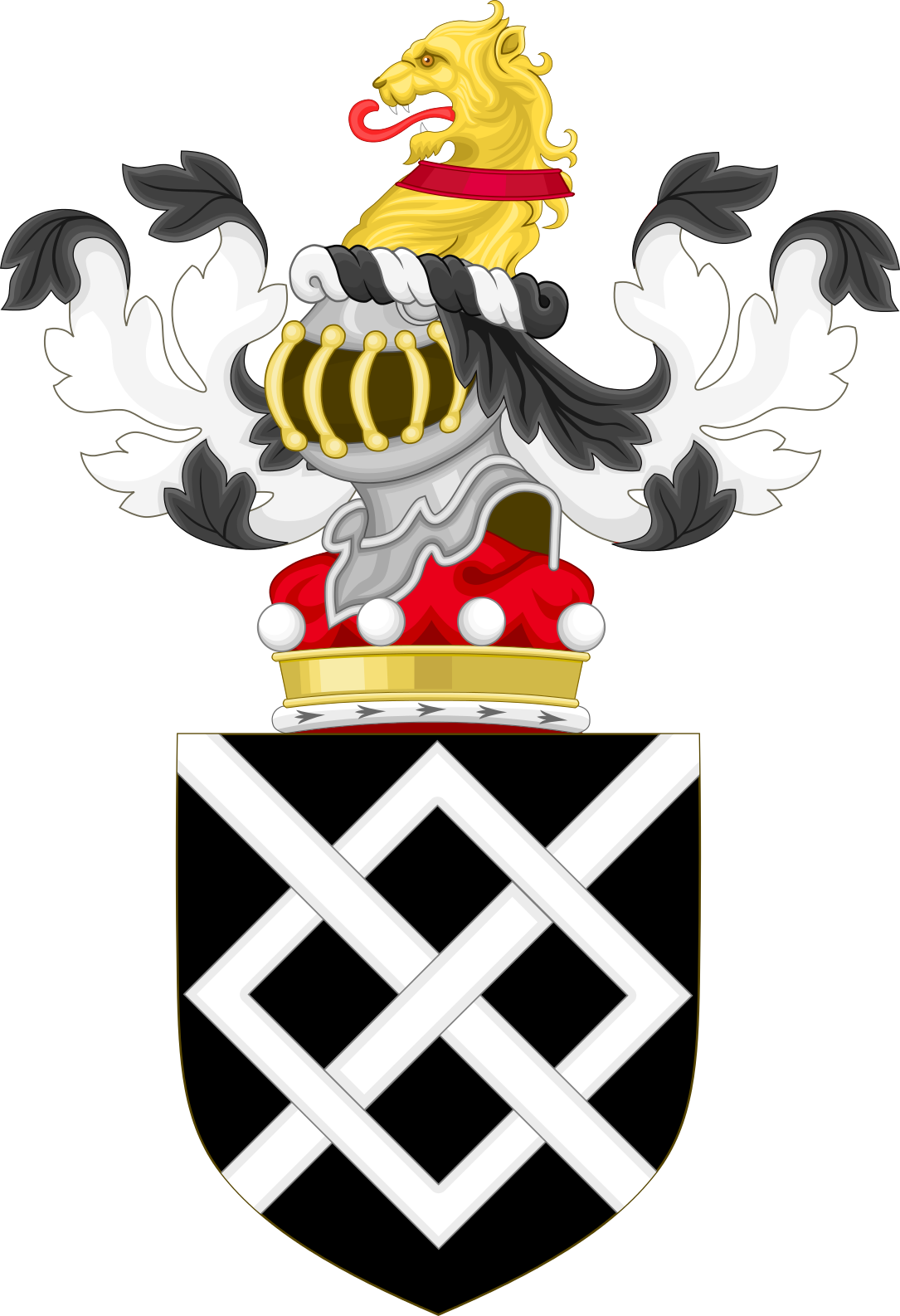
Escudo de Armas de los Barones de Harington, ascendentes de Christopher Catesby "Kit" Harington.

Christopher Catesby Harington (Londres, 26 de diciembre de 1986), más conocido como Kit Harington, es un actor británico. Descendiente de los barones de Harington, es reconocido internacionalmente por su papel de Jon Snow en la serie Game of Thrones y por su participación como el Caballero Negro en la película Eternals (2021) de Marvel Studios.

## Primeros años y educación
Aunque es conocido por su nombre artístico y apodo Kit Harington, él mismo no fue consciente de que su nombre real era Christopher hasta que cumplió once años.
Tiene ascendencia noble, concretamente de los Barones de Harington, siendo descendiente de Sir Richard Harington XII, Sir William Molesworth, Henry Dundas y Carlos II de Inglaterra, siendo este su ocho veces bisabuelo. Otros de sus antepasados fueron Robert Catesby, líder del grupo de católicos que planearon la fallida conspiración de la pólvora contra Jacobo I de Inglaterra y VI de Escocia en 1605; y el escritor John Harington, inventor del inodoro.
Cursó sus primeros estudios en la Escuela Southfield entre 1992 y 1998. Después asistió a la Chantry High School, en Martley entre 1998 y 2003.
Estudió en Worcester Sixth Form College, donde cursó estudios drama y teatro, entre 2003 y 2005. Se graduó en 2008 en la Central School of Speech and Drama, dependiente de la Universidad de Londres.

## Carrera profesional

### Cine y televisión
Harington se dio a conocer a nivel mundial en 2011, por su papel de Jon Snow en la serie de la HBO Juego de tronos, siendo este su primer papel televisivo. En el rodaje de la segunda temporada de la serie surgieron rumores de que su relación con Rose Leslie (Ygritte en la serie) había traspasado la pantalla. Son pareja actualmente.
En 2011 grabó junto a Sean Bean, Adelaide Clemens y Carrie-Anne Moss la secuela de Silent Hill, llamada Silent Hill: Revelation 3D, en la que interpretó a Vincent Carter. Silent Hill Revelation tuvo como referencia la versión del videojuego Silent Hill 3, donde una joven por medio de una revelación se da cuenta de que no era quien pensaba, generando un conflicto interior y terminando en el pueblo infernal de Silent Hill. Se estrenó el 26 de octubre de 2012 en Estados Unidos y Canadá.
En 2014 protagonizó la película Pompeya en la que interpretó a Milo, un esclavo que se convierte en gladiador que debe salvar a su amada antes de que la ciudad de Pompeya se derrumbe. Como preparación para este papel que requería de un físico trabajado, algo que el actor llevaba mucho tiempo queriendo abordar, se sometió por cuenta propia a un estricto régimen de entrenamiento, que incluía tres sesiones diarias durante seis días a la semana. No obstante, Harington comprendió que se estaba excediendo cuando su entrenador le advirtió de que estaba desarrollando dismorfia corporal. Ese mismo año, hizo la voz de un papel secundario en Cómo entrenar a tu dragón 2. Posteriormente, actuó en Testament of Youth una historia basada en memorias de la Primera Guerra Mundial. Su papel fue el de Roland Leighton, el prometido de la protagonista y la película trata de como ellos junto con algunos amigos son enviados a servir al frente de guerra. Su última película de 2014 fue Seventh Son, basada en la novela The Spook's Apprentice donde interpretó el papel secundario de Billy Bradley.
Su primer papel de 2015 fue en el telefilme de HBO 7 Days in Hell, un falso documental en el que interpreta a un famoso tenista que se encuentra en la final del Grand Slam en Wimbledon. Al llegar con un empate al quinto set, ni él ni su rival pueden sacar la ventaja necesaria para ganar, por lo cual el juego se extiende durante una semana. Ese mismo año interpretó un papel protagónico en Spooks: The Greater Good la película de la serie de televisión británica Spooks.
En noviembre de 2017, se confirmó el papel de Kit Harington en la nueva serie Gunpowder, un drama de suspense de HBO basado en hechos reales.

### Teatro
Antes de que la fama le llegara gracias a HBO, Kit Harington ya era un actor con experiencia en el mundo del teatro. Entre 2008 y 2009 protagonizó la obra teatral War Horse, sobre la que Steven Spielberg desarrollaría una película. La puesta en escena fue en el Royal National Theatre de Londres, transfiriéndose posteriormente al New London Theatre, en el distrito teatral londinense conocido como el West End.
En 2010, apareció en la obra Posh, de Laura Wade, en la Royal Court Theatre de Londres.

## Vida personal
Harington está casado con la actriz Rose Leslie, reparto también de la serie Game of Thrones. La pareja se casó en el castillo familiar de Wardhill, propiedad de la familia de la novia, el 23 de junio de 2018. Tienen un hijo nacido en febrero de 2021 y una hija nacida en julio de 2023, ambos nacidos en Londres.

## Filmografía

### Teatro
| 2008–2009 | War Horse      | Albert Narracott | Royal National Theatre y New London Theatre |
| 2010      | Posh           | Ed Montgomery    | Royal Court Theatre                         |
| 2015      | The Vote       | Colin Henderson  | Donmar Warehouse                            |
| 2016      | Doctor Faustus | Faustus          | Duke of York's Theatre                      |
| 2018–2019 | True West      | Austin           | Vaudeville Theatre                          |
| 2022      | Henry V        | Henry V          | Donmar Warehouse                            |
| 2024      | Slave Play     | Jim              | Noël Coward Theatre                         |

### Cine
| Cine | Cine                                       | Cine                                  | Cine                                   | Cine                        | Cine                 |
| Año  | Título                                     | Título                                | Título                                 | Papel                       | Director             |
| Año  | Título original                            | Título en España                      | Título en Hispanoamérica               | Papel                       | Director             |
| ---- | ------------------------------------------ | ------------------------------------- | -------------------------------------- | --------------------------- | -------------------- |
| 2012 | Silent Hill: Revelation 3D                 | Silent Hill: Revelación 3D            | Terror en Silent Hill 2: La Revelación | Vincent Carter              | Michael J. Bassett   |
| 2014 | Pompeii                                    | Pompeya                               | Pompeii: La furia del volcán           | Milo                        | Paul W. S. Anderson  |
| 2014 | How To Train Your Dragon 2                 | Cómo entrenar a tu dragón 2           | Cómo entrenar a tu dragón 2            | Eret (Voz)                  | Dean DeBlois         |
| 2014 | Testament of Youth                         | Testamento de la juventud             | Testamento de la juventud              | Roland Leighton             | James Kent           |
| 2014 | Seventh Son                                | El séptimo hijo                       | El séptimo hijo                        | Mr. Bradley                 | Serguéi Bodrov       |
| 2015 | Spooks: The Greater Good                   | Doble identidad: Jaque al MI5         | Doble identidad: Jaque al MI5          | Will Holloway               | Bharat Nalluri       |
| 2016 | Brimstone                                  | Brimstone. La hija del predicador     | Brimstone. La hija del predicador      | Samuel                      | Martin Koolhoven     |
| 2018 | The Death and Life of John F. Donovan      | The Death and Life of John F. Donovan | The Death and Life of John F. Donovan  | John F. Donovan             | Xavier Dolan         |
| 2019 | How to Train Your Dragon: The Hidden World | Cómo entrenar a tu dragón 3           | Cómo entrenar a tu dragón 3            | Eret (Voz)                  | Dean DeBlois         |
| 2021 | Eternals                                   | Eternos                               | Eternos                                | Dane Whitman / Black Knight | Chloé Zhao           |
| 2022 | Baby Ruby                                  | Baby Ruby                             | Baby Ruby                              | Spencer                     | Bess Wohl            |
| 2023 | Blood For Dust                             | Blood For Dust                        | Blood For Dust                         | Ricky                       | Rod Blackhurst       |
| 2024 | The Beast Within                           | La Bestia Interior                    | La Bestia Interior                     | Noah                        | Alexander J. Farrell |
| TBA  | Eternal Return                             | Eternal Return                        | Eternal Return                         | Virgil                      | Yaniv Raz            |
| TBA  | The Dreadful                               | The Dreadful                          | The Dreadful                           | Jago                        | Natasha Kermani      |
| TBA  | The Family Plan 2                          | The Family Plan 2                     | The Family Plan 2                      |                             | Simon Cellan Jones   |
| 2025 | Psychopomp                                 |                                       |                                        | Short Film, Director        | Kit Harington        |

### Televisión
| Televisión | Televisión           | Televisión        | Televisión                                      |
| Año        | Título original      | Papel             | Tipo                                            |
| ---------- | -------------------- | ----------------- | ----------------------------------------------- |
| 2011-2019  | Game of Thrones      | Jon Snow          | Serie de TV - Protagonista, 62 episodios        |
| 2015       | 7 Days in Hell       | Charles Poole     | Película para televisión                        |
| 2017       | Gunpowder            | Robert Catesby    | Serie de TV - Protagonista, productor ejecutivo |
| 2020       | Criminal (UK)        | Alex              | Serie de TV, 1 episodio                         |
| 2021       | Modern Love          | Michael           | Serie de TV, 1 episodio                         |
| 2022       | My Grandparents' War | Presentador       | Serie Documental de TV, 1 episodio              |
| 2023       | Extrapolations       | Nick Bilton       | Serie de TV                                     |
| 2023       | Lot No. 249          | Abercrombie Smith | Película de TV para BBC                         |
| 2024       | Industry             | Henry Muck        | Serie de TV                                     |
| 2025       | Too Much             |                   | Serie de TV, 1 episodio                         |

### Videojuegos
| Videojuegos | Videojuegos                    | Videojuegos |
| Año         | Título original                | Papel       |
| ----------- | ------------------------------ | ----------- |
| 2014        | Game of Thrones                | Jon Snow    |
| 2016        | Call of Duty: Infinite Warfare | Salen Kotch |

## Premios y nominaciones

### Nominaciones
- 2012: Premios del Sindicato de Actores - Mejor reparto de televisión - Drama por Juego de tronos[20]
- 2014: Premios del Sindicato de Actores - Mejor reparto de televisión - Drama por Juego de tronos
- 2015: Premios del Sindicato de Actores - Mejor reparto de televisión - Drama por Juego de tronos
- 2016: Premios del Sindicato de Actores - Mejor reparto de televisión - Drama por Juego de tronos
- 2016: Premios Primetime Emmy - Mejor actor de reparto - Drama por Juego de tronos[21]
- 2017: Premios del Sindicato de Actores - Mejor reparto de televisión - Drama por Juego de tronos
- 2018: Premios del Sindicato de Actores - Mejor reparto de televisión - Drama por Juego de tronos
- 2019: Premios Primetime Emmy - Mejor actor - Drama por Juego de tronos
- 2019: Premios Globo de Oro - Mejor Actor de serie de televisión - Drama por Juego de tronos
- 2020: Premios del Sindicato de Actores - Mejor reparto de televisión - Drama por Juego de tronos